# Kunešov
Kunešov este o comună slovacă, aflată în districtul Žiar nad Hronom din regiunea Banská Bystrica, pe malul râului Kopernica⁠(d). Localitatea se află la altitudinea de 779 m deasupra n.m., se întinde pe o suprafață de 23,63 km2 și în 2017 număra 216 locuitori.

## Istoric
Localitatea Kunešov este atestată documentar din 1342.

## Demografie
| An:                | 1994 | 2004   | 2014   | 2024    |
| ------------------ | ---- | ------ | ------ | ------- |
| Număr de persoane: | 262  | 252    | 238    | 197     |
| Diferență:         |      | −3,81% | −5,55% | −17,22% |

| An:                | 2023 | 2024   |
| ------------------ | ---- | ------ |
| Număr de persoane: | 203  | 197    |
| Diferență:         |      | −2,95% |